# Volkswagen Futura

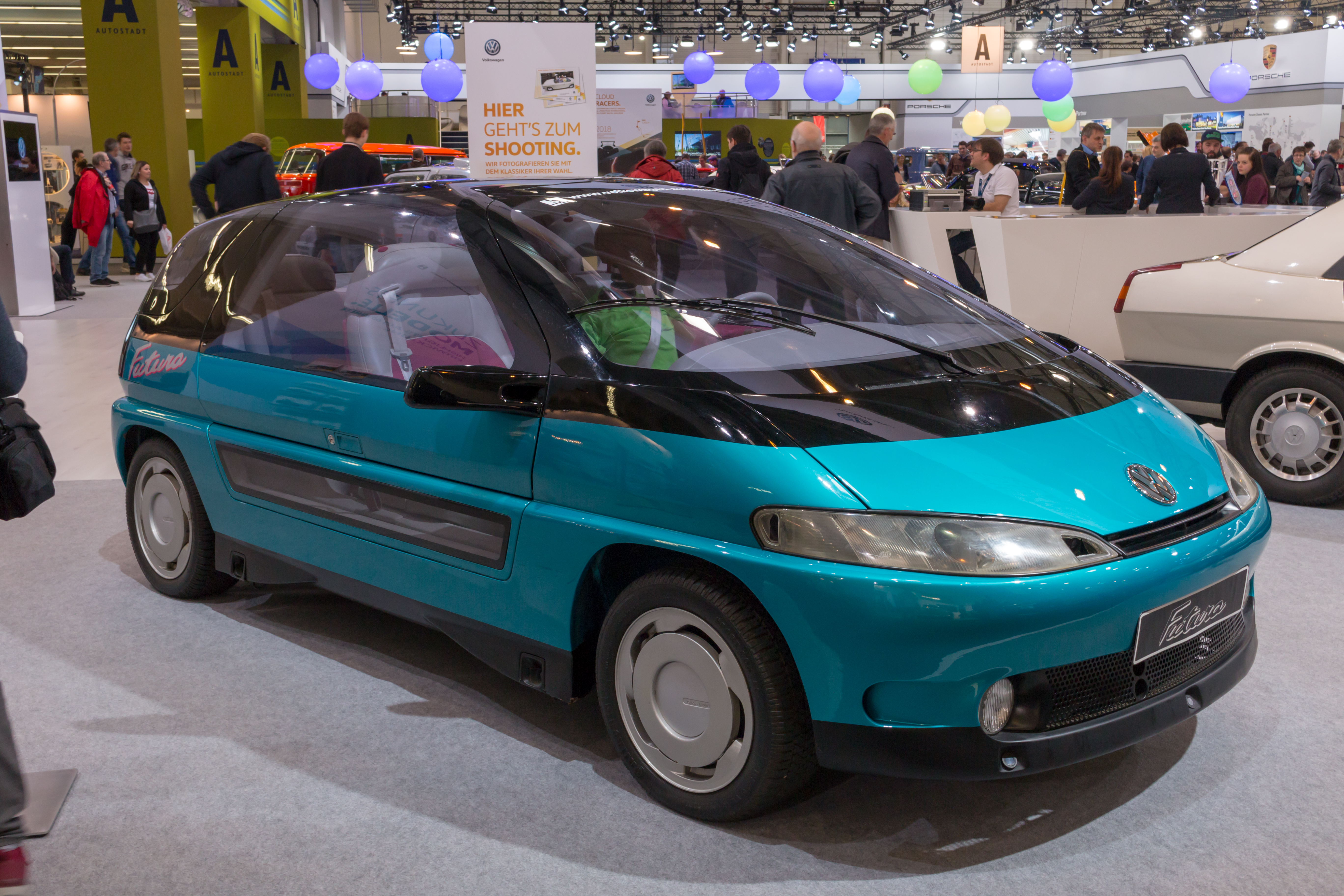
Techno-Classica 2018

Volkswagen Futura är en konceptbil från år 1989.
Bilen hade en motor på 1715 cm³ och en effekt på 60 kW (82 hk). Motorn var direktinsprutad med 4-växlad automatlåda, och var utrustad med förångningskylare (evaporative cooling), en innovativ form av kylning som inte kräver vare sig vätskepump eller fläkt. För att minska motorljudet i kupén hade Futura aktiv ljudisolering med antiljud.
Bilen hade också automatisk parkeringshjälp med infraröda-sensorer fram och bak som gjorde det möjligt att parkera utan förarhjälp. Tack vare individuell 4-hjulsstyrning kunde den köra även på tvären.
Utseendemässigt hade bilen en kompakt men strömlinjeformad design som liknar den gängse under 00-talet, dessutom med måsvingedörrar. Med Futura kunde man visa den tidens tekniska möjligheter, både på komfort och på säkerhetssidan.